# کاسه زرین میخی‌نگار
کاسه زرین میخی‌نگار از آثار باستانی دوران داریوش اول یا دوران داریوش دوم (بین سال‌های ۵۲۲–۴۸۶ یا ۴۳۲–۴۰۵)پیش از میلاد است که درهمدان کشف شده ودر موزه متروپولیتن نیویورک نگهداری می‌شود. ارتفاع این کاسه ۱۱٫۱ سانتی متر است. طرح این کاسه "طرح خیاره‌دار" است. در بالای این کاسه به صورت گرداگرد با سه نوع خط میخی پارسی، عیلامی و بابلی نوشتاری حک شده است. متن این نوشتار این است: داریوش، شاه بزرگ.